# Tragedie shakespeareană

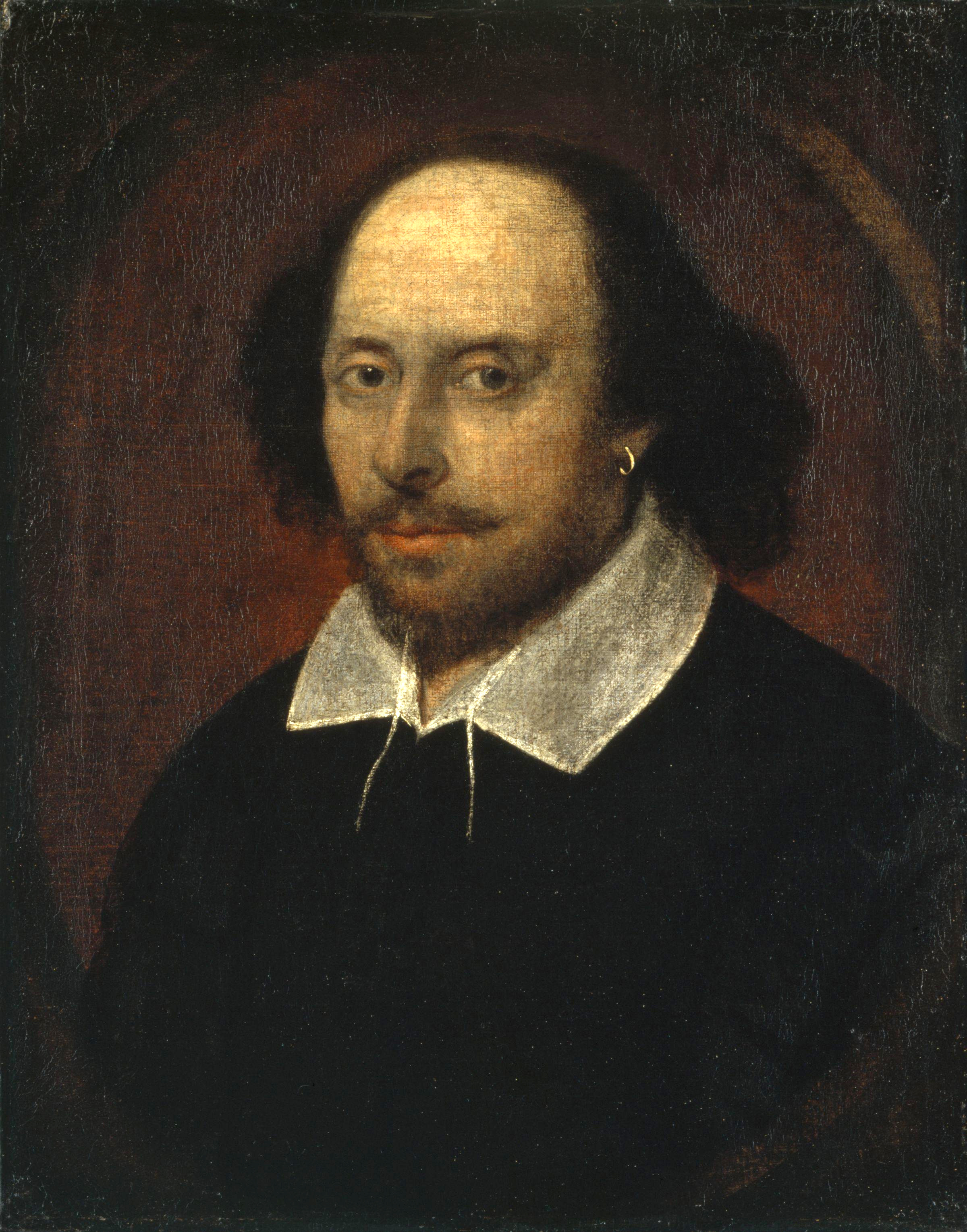
William Shakespeare (1564 – 1616)

Tragedie shakespeareană (în original, Shakespearean tragedy) este desemnarea unei anume tip de tragedie, întâlnită în piesele de teatru atribuite lui William Shakespeare. 
Multe din piesele istorice ale Marelui Bard se califică ca fiind tragedii, dar - fiind bazate pe personaje reale istorice, din istoria Angliei - sunt clasificate ca fiind piese istorice ("histories") atât în prima ediție a operelor sale, First Folio (din 1623), cât și ulterior, de către experți ai operelor lui William Shakespeare.
Tragediile istorice ale epocii Imperiului Romanilor — Iulius Caesar, Antoniu și Cleopatra și Coriolanus — sunt de asemenea bazate pe figuri istorice, dar, întrucât sursele sunt antice, respectiv străine arhipelagului britanic, sunt de asemenea clasificate ca fiind tragedii și nu piese istorice.
Piesele ulterioare ale lui Shakespeare, cunoscute ca istorii romanțate (Shakespeare's romances) sau ca piese tragico-comice, au fost scrise mai târziu în cursul carierei sale și publicate originar fie ca tragedii sau ca și comedii. Toate acestea au elemente comune de tragedie, printre care se poate menționa existența unui personaj central, foarte bine conturat, dar toate aceste istorii sfârșesc în mod fericit, precum toate comediile shakespeareane.  
La mulți ani scurși de la moartea scriitorului, criticul literar istoric F. S. Boas a definit o a cincea categorie, piesele problemă ale lui Shakespeare (conform, "Shakespearean problem plays"), pentru acele piese shakespeareane care nu se încadrează în niciuna din categoriile recunoscute anterior, datorită subiectelor lor, plasării temporale și spațiale și datorită genului de sfârșit neconvențional. În sfârșit, există desigur încă neclarități de clasificare ale unora din piesele Bardului printre experții critici și istorici ai marelui dramaturg.

## Cronologie

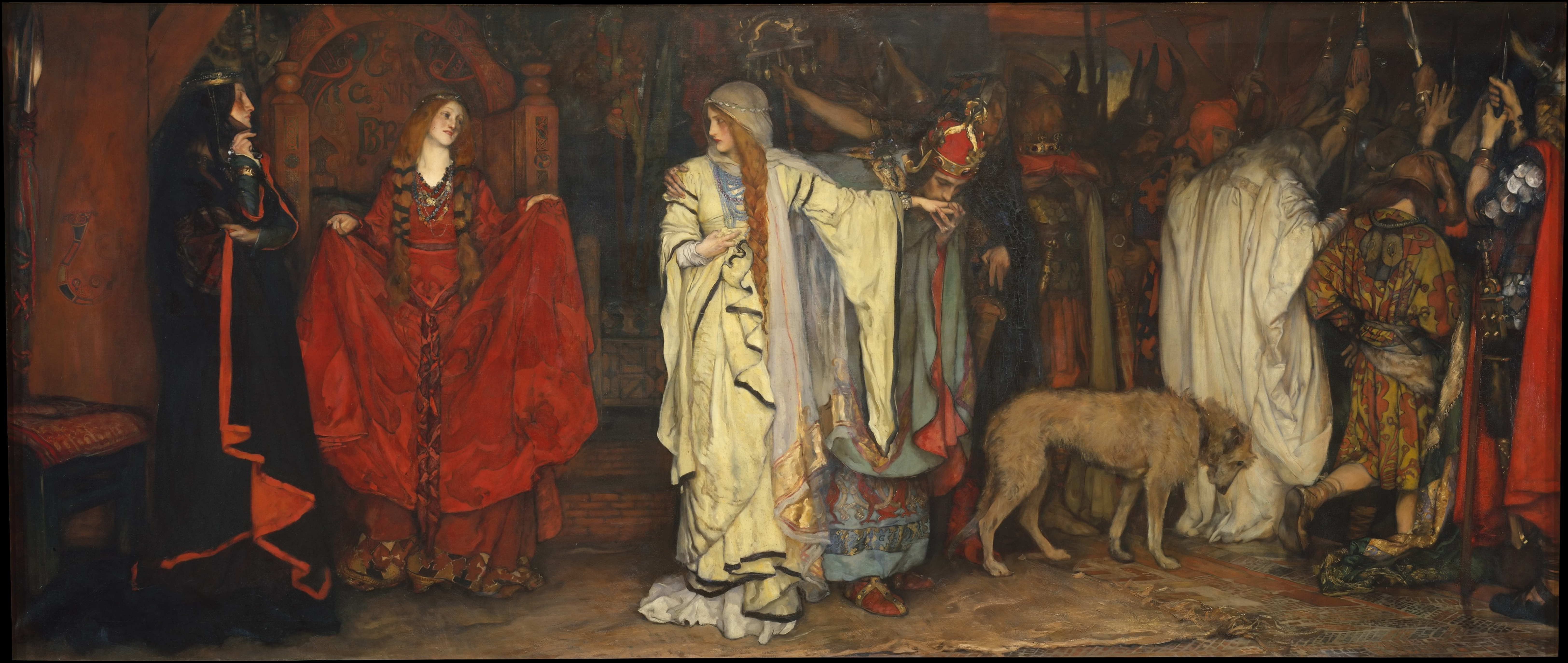
Pictură de Edwin Austin Abbey (1852–1911) - Piesa King Lear, Adio-ul Cordeliei - Cordelia's Farewell

Mai jos se găsește o listă a pieselor lui Shakespeare, listate inițial, în First Folio, ca tragedii, alături de datele aproximative ale scrierii acestor piese.
| Piesă                | Terminus⁠(d) | Terminus⁠(d) |
| Piesă                | post quem   | ante quem   |
| -------------------- | ----------- | ----------- |
| Titus Andronicus     | 1591        | 1593        |
| Romeo și Julieta     | 1594        | 1595        |
| Iulius Caesar        | 1599        | 1600        |
| Hamlet               | 1600        | 1601        |
| Troilus și Cresida   | 1601        | 1602        |
| Othello              | 1604        | 1605        |
| Regele Lear          | 1605        | 1606        |
| Macbeth              | 1605        | 1606        |
| Timon din Atena      | 1605        | 1608        |
| Antoniu și Cleopatra | 1606        | 1607        |
| Coriolan             | 1607        | 1608        |